# Dyson Daniels

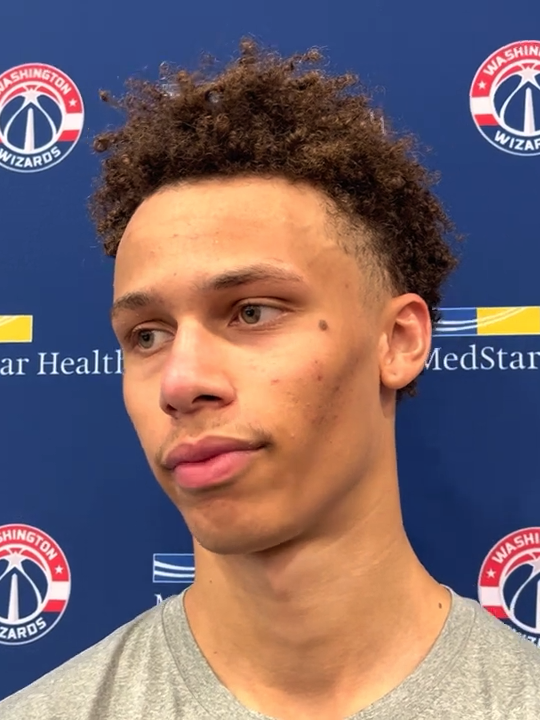
Dyson Daniels, 2022.

Dyson James Daniels, född 17 mars 2003 i Bendigo, är en australisk professionell basketspelare (PG) som spelar för Atlanta Hawks i National Basketball Association (NBA). Han har tidigare spelat för New Orleans Pelicans.
Daniels draftades av New Orleans Pelicans i första rundan i 2022 års draft som åttonde spelare totalt.